# STET
Società Finanziaria Telefonica p.A. (né avec le nom de Società Torinese per l'Esercizio Telefonico S.A.), en sigle STET, était une des nombreuses holdings financières appartenant au groupe de l'État Italien IRI chargée du secteur des télécommunications. Elle opérait, comme toutes les sous holdings de l'IRI, selon une structure intégrée très verticale. Elle regroupait toutes les activités liées au secteur, de la production des appareils de téléphonie à la gestion des communications en passant par la recherche appliquée sur les nouveaux produits et technologies. 

## Histoire

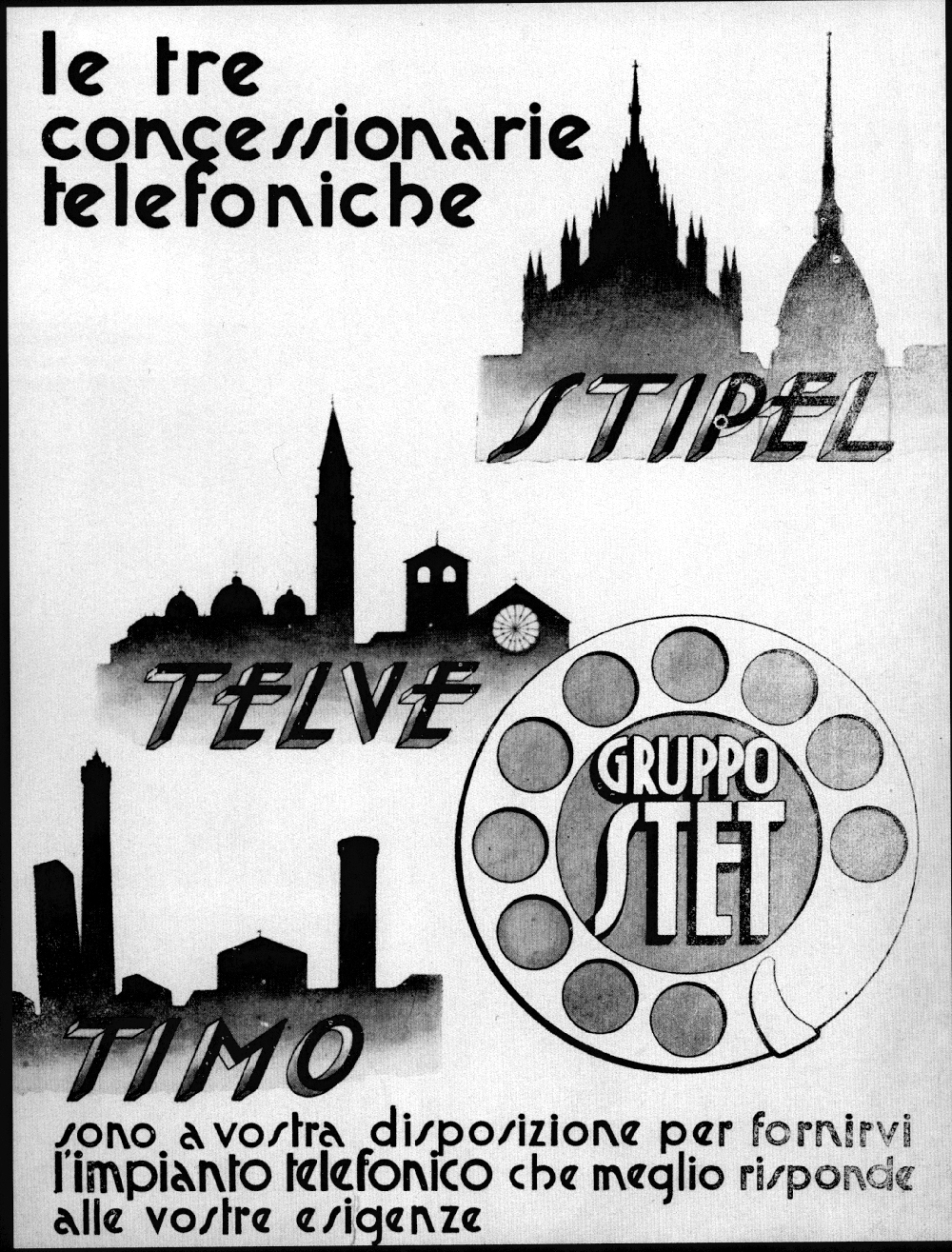
Affiche publicitaire du groupe STET - Società Torinese Esercizi Telefonici des années 1930. Photo "Archivio Storico Telecom Italia"

La holding STET a été créée le 21 octobre 1933 par l'IRI sous le nom de "Società Torinese per l'Esercizio Telefonico", avec un siège social à Turin et la direction générale à Rome. L'objectif était de concentrer les parties techniques et administratives et comptables de toutes les sociétés concessionnaires d'État de téléphonie en Italie et pour les services publics de télécommunication. Elle avait entière liberté pour investir et/ou racheter des entreprises privées travaillant dans le domaine de la production d'appareils de téléphonie et dans les installations d'infrastructures téléphoniques et de télécommunications. Le premier exemple date de 1933 avec la Società Idroelettrica Piemonte qui contrôlait les sociétés STIPEL, TELVE et TIMO, fut sauvée par l'État Italien avec l'IRI, à travers STET.

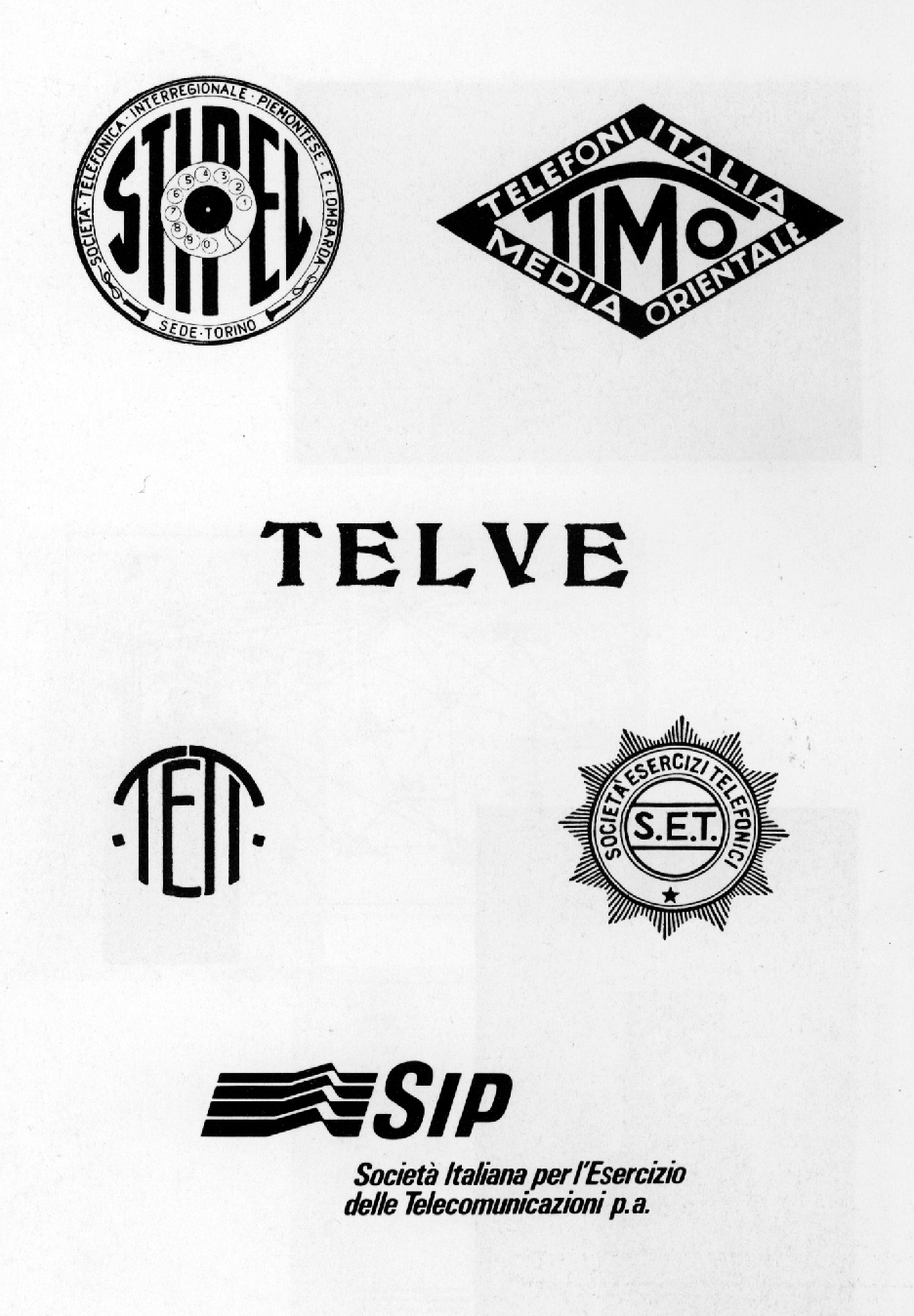
Les logos des 5 différentes sociétés qui composeront la SIP en 1964

En 1964, toutes les sociétés sont regroupées dans la Società Italiana per l'Esercizio Telefonico et le laboratoire de recherche appliquée du groupe, CSELT, est créé afin d'unifier techniquement tous les réseaux de téléphonie. En 1976, le Campus de l'École Supérieure Guglielmo Reiss Romoli est créé à L'Aquila pour les activités de formation du groupe dans le cadre des nouvelles technologies de l'information et de la communication.
La STET a connu son apogée durant la décennie 1980. Pendant cette période elle compta jusqu'à 136 000 salariés et déclarait un chiffre d'affaires de 14 400 milliards de £ires, dont 11 000 milliards provenaient des sociétés concessionnaires publiques, 3 500 du département construction de réseaux et production d'appareils de téléphonie, le restant des activités d'édition et la télématique. Cette holding géante contrôle des sociétés importantes comme Selenia, Sistel, Italtel et STET International et ses filiales en Grèce avec STET Hellas, Brésil avec Brasil Telecom, Espagne avec Retevisión. Ces filiales étrangères ont largement contribué au rayonnement international de la haute technologie dont disposait l'Italie ainsi qu'au développement des activités du groupe IRI.
NDR : Rappelons que l'Italie a disposé d'un réseau entièrement automatique dès 1970 alors que la France n'a connu la commutation automatique qu'en 1975 à Paris et en 1979 sur tout le territoire !

## Les domaines d'activité du groupe STET
STET était une des nombreuses holding financières du mastodonte IRI (groupe industriel comprenant plus de 1 000 sociétés en 1980 avec plus de 550 000 salariés et un chiffre d'affaires de 80 000 milliards de £it, soit 3,5% du PIB du pays), gérant tout le secteur italien des télécommunications et contrôlait une multitude de sociétés dans les domaines suivants : 
- Services de télécommunications,
- Services télématiques,
- Construction de réseaux de télécommunication,
- Services éditoriaux,
- Construction de matériels de télécommunications, téléphones, centraux téléphoniques etc..,
- Publicité.

## Les participations majoritaires de STET avant sa privatisation
- Ilte (76%) / Edition (dont les annuaires téléphoniques de SIP),
- Finsiel (74%) / Entreprise italienne regroupant des sociétés spécialistes dans les Technologies de l'information et de la communication qui était, dans les années 1980/90 leader européen incontesté du secteur,
- Italtel (59%) / Conçoit et réalise des réseaux de communications avec le protocole IP et ICT, cloud computing et pour la sécurité intégrée,
- Telecom Italia (59%) / opérateur historique italien des télécommunications ayant succédé à SIP présent en Italie et à l'étranger (notamment 1er opérateur au Brésil) dans les domaines de la téléphonie fixe, mobile, publique, réseaux IP, Internet et la télévision par câble (en technologie IPTV),
- TIM (57%) / filiale de Telecom Italia pour la téléphonie mobile couvrant 99,8% du territoire italien, 1er opérateur en Europe et au Brésil,
- STET International (51%) / Filiale de STET pour l'international, contrôle plusieurs sociétés filiales à l'étranger : Grèce, STET Hellas[3] - Brésil, Brasil Telecom[4] - et Espagne, Retevisión,
- SCS Comunicazione Integrata (51%),
- Telespazio (50%) / créée en 1961 par l'association d'Italcable et RAI, un des premiers et plus important opérateur au monde dans le domaine des services téléphoniques et distribution de liaisons de télévision par satellite. C'est devenu, en 2003, est reprise par Finmeccanica qui, après les accords de coopération italo-français et la constitution de filiales communes Finmeccanica-Thales voit Telespazio être détenue, à partir de 2007, par Finmeccanica (67%) et Thales (33%). Telespazio est resté leader en Europe,
- Sirti (49%) / entreprise créée en 1921, spécialisée dans l'étude, la conception, la réalisation et la maintenance de grands réseaux de télécommunication. C'est le leader européen dans la construction de réseaux digitaux de communication pour les entreprises, dans l’énergie et les transports. Intervient surtout en Europe et au Moyen-Orient,
- Italcable (47,25%) / société concessionnaire de l'État italien pour assurer les services de télécommunication internationaux (téléphone, télégraphe, télex et transmission de données sécurisées depuis et vers l'Italie[7], sauf vers les pays dont la compétence a été attribuée à ASST ou à l'Administration des Postes et Télégraphes, c'est-à-dire les pays européens (Europe des 6 d'origine) et les pays autour de la Méditerranée[8], sauf les liaisons vers Israël qui sont assurées par Italcable,
- IRITEL (100%) / société créée conformément aux impositions de la Commission Européenne en 1992, (Directive 90/388/CE), pour séparer les activités de gestion des services de télécommunication de ceux de contrôle avec le transfert à l'IRI des activités de téléphonie et des services radio-maritimes assurés précédemment directement par l'État Italien à travers l'ASST et l'Administration Autonome des Postes et Télécommunications qui dépendaient du Ministère des Postes et Télécommunications,
- SIP (58%) / opérateur historique public de téléphonie national italien. Appartenait à la holding tentaculaire italienne IRI depuis sa création en 1964, privatisée en 1994, renommée Telecom Italia en 1994,
- Stream (100%) / société commerciale italienne créée en décembre 1993 par directeur général de STET, Miro Allione, pour diffuser 28 programmes de télévision payante par câble (fibre optique) et, à partir de 1998, par transmission stellite "Stream TV". En juillet 2003, elle fusionne avec TELE+ de Silvio Berlusconi pour former Sky Italia dont Telecom Italia détenait 20%,
- Optimes (51%) / entreprise informatique italienne productrice de compact disc (CD-ROM et CD Audio) ainsi que d'autres supports à lecture optique pour les professionnels et assurant directement la commercialisation, l'installation et la maintenance. Rachetée en 1994 par Finmeccanica.

## La privatisation
En application des consignes de la Commission Européenne, le Gouvernement Amato I fait de l'Italie le premier pays européen à lancer la privatisation de ses sociétés publiques. Ce fut le cas du groupe pétrolier ENI en 1992, du groupe alimentaire SME en 1993, puis des multiples sociétés dépendant de l'IRI. En 1994, ce sera le tour de SIP,
STET voit son domaine d'activité s'élargir avec l'édition, la publicité et l'informatique. En 1993 STET crée Stream, un des plus importants groupes de Télévision payante digitale et par satellite d'Italie, qui sera dirigé par son ex Directeur Général Miro Allione. 
(NDR : dans le langage italien, il est d'usage de doubler les lettres des sigles des sociétés publiques. ex la compagnie des chemins de fer italiens (Ferrovie dello Stato - FS) sont désignées FF.SS. Dans le cas des PP.SS., on entend les entreprises à participation d'État (P.S = Participazioni Statali).
En 1997, STET et Telecom Italia fusionnent et intègrent Telespazio et Italcable.